# 速成院
速成院（そくせいいん、生年不詳 - 嘉永5年6月7日（1852年7月23日））は、江戸時代の女性。徳川家斉の側室。父は曽根重辰。母は太田林庵の3女で天野正方の養女。名はお蝶。初名は八百、伊野。

## 経歴
寛政8年（1796年）、江戸城大奥に御次として奉公に上がる。寛政9年（1797年）、徳川家斉に見初められ御中﨟となる。
家斉との間には享姫、時之助、虎千代、友松、斉荘、和姫、久五郎の五男二女を生んだ。そのうち、虎千代は紀伊徳川家・徳川治寶の婿養子（後に早世）、斉荘は田安徳川家当主・尾張徳川家当主、和姫は長州藩主・毛利斉広の正室となった。
嘉永5年（1852年）、死去。法名は速成院妙智円成大姉。速成院殿妙堤日利大姉とも。
東京都台東区寛永寺、東京都大田区本門寺に墓がある。

## 関連作品
- 大奥　（1968年・関西テレビ　演：富永美沙子）　役名は　お蝶の方